# Gloria Hoppins
Gloria Hoppins (nascida em 1955) é uma artista americana associada ao grupo de quilters Gee's Bend.
O seu trabalho está incluído na colecção do Brooklyn Museum.